# Faisceau hertzien

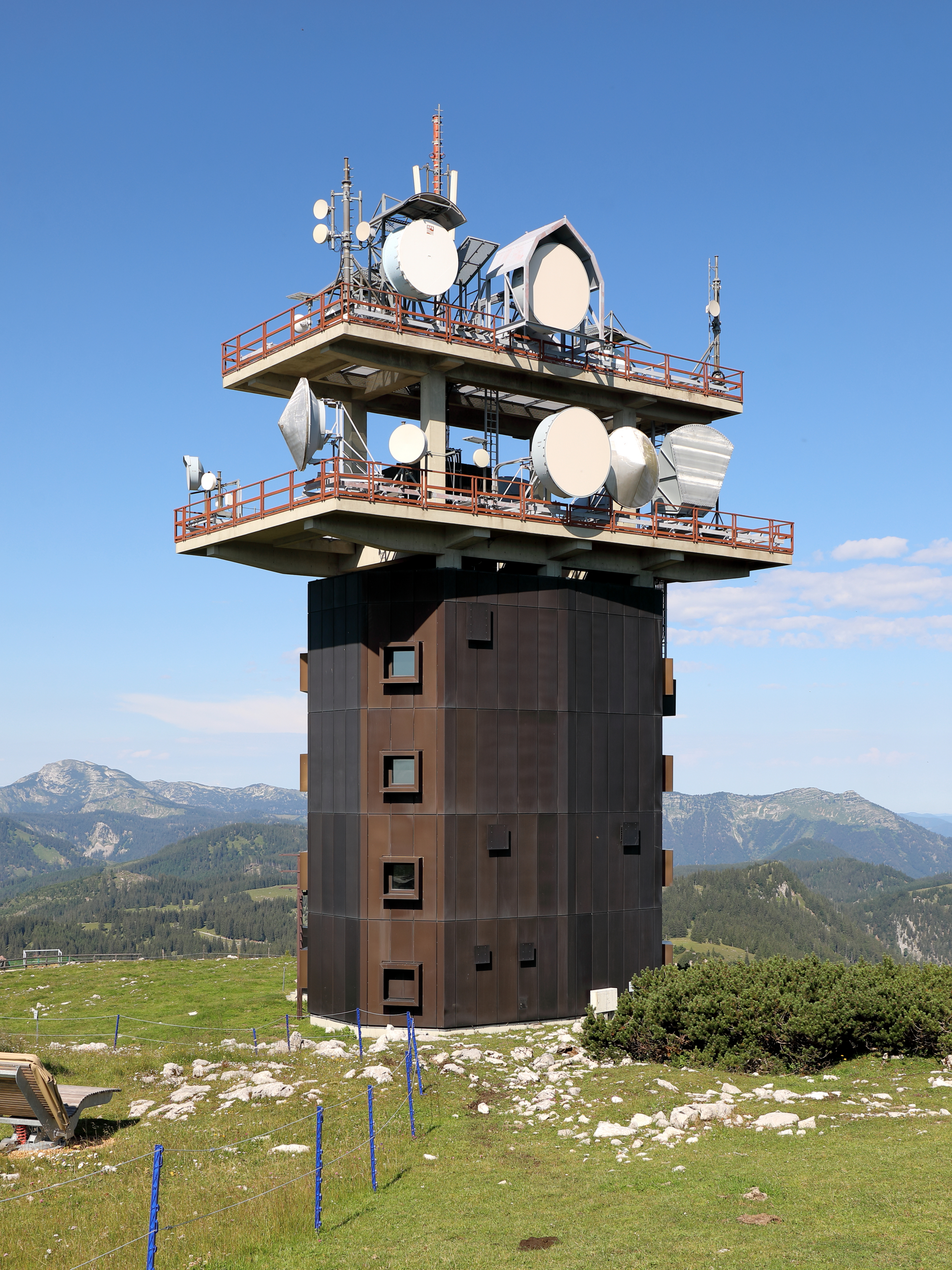
Tour hertzienne du Gemeindealpe, Autriche.

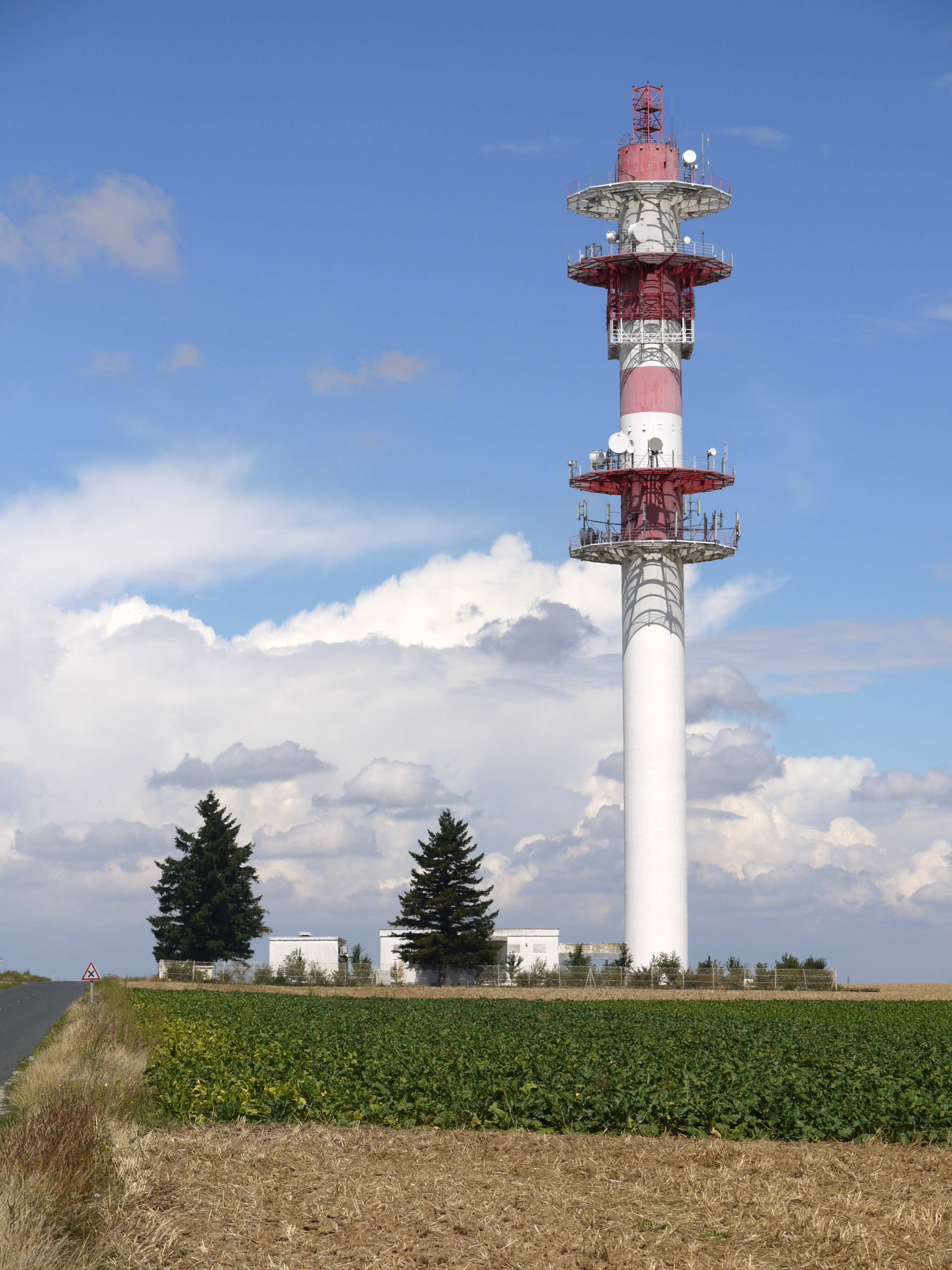
Relais hertzien.

Un faisceau hertzien est un système de transmission de signaux — aujourd'hui principalement numériques — mono-directionnel ou bi-directionnel et généralement permanent, entre deux sites géographiques fixes. Il exploite le support d'ondes radioélectriques, par des fréquences porteuses allant de 1 à 86 GHz (gamme des micro-ondes), focalisées et concentrées grâce à des antennes directives. Il permet notamment de véhiculer des signaux sonores, la radio, de la vidéo, des chaînes de télévision ou des télécommunications et permet éventuellement d'échanger ces données entre les différents points du réseau qu'il dessert.
Un « réseau hertzien » associant et combinant des relais hertziens permet de couvrir une région, un territoire, un pays voire un continent.
Ces émissions sont notamment sensibles aux obstacles et masquages (relief, végétation, bâtiments, etc.), aux précipitations, aux conditions de réfractivité de l'atmosphère, aux perturbations électromagnétiques et présentent une sensibilité assez forte aux phénomènes de réflexion (pour les signaux analogiques mais la modulation numérique peut, au moins en partie, compenser le taux d'erreur de transmission dû à ces nuisances).
À cause des limites de distance géographique et des contraintes de « visibilité », le trajet hertzien entre deux équipements d'extrémité est souvent découpé en plusieurs tronçons, communément appelés « bonds », à l'aide de stations relais (exemple : la tour hertzienne du Vigen). Dans des conditions optimales (profil dégagé, conditions géoclimatiques favorables, faible débit, etc.), un bond hertzien peut dépasser 100 km.

## Histoire
Une liaison Calais-Douvres est réalisée en 1931, en 19 centimètres (~1,57 GHz) sur 40 kilomètres de distance.
Les premières recherches datent de la Seconde Guerre mondiale pour les ondes centimétriques.
Dans les années 1970, des faisceaux hertziens à vocations régionales ont été utilisés par France Télécom.
Les faisceaux hertziens sont utilisés car ils sont moins coûteux que la pose de fibres optiques.
En France, c'est  l'Agence nationale des fréquences (ANFR) qui est responsable de la gestion du spectre radioélectrique et donc de la régulation des faisceaux hertziens.
En 2006, l'ANFR a consulté les différents exploitants pour définir les Modes d'autorisation des liaisons point à point des opérateurs.
En 2010, elle les a consultés pour l'Utilisation des bandes hautes pour des liens fixes à haut débit : 66 GHz, 71–76 GHz et 81–86 GHz.
En 2012, elle les a consultés pour les évolutions futures en matière d'utilisation des faisceaux hertziens et sur les besoins en fréquences associés, notamment dans le contexte de l'évolution des réseaux vers le haut et le très haut débit.
En 2014, les conditions d’utilisation de la bande de fréquences 24,5-26,5 GHz (26 GHz) par les faisceaux hertziens ont été revues pour s'aligner sur le plan de fréquence de la recommandation européenne no T/R 13-02. Elles autorisent un spectre radioélectrique plus large, pour augmenter les débits sur les réseaux.

## Signal transmis
Pour chaque liaison hertzienne bilatérale, deux fréquences distinctes sont exploitées ; elles correspondent chacune à un des sens de transmission.
La ressource hertzienne est saturée en raison des multiples applications exploitées (radiotéléphonie, télédiffusion, transmissions militaires ou de sécurité, etc.). Les bandes de fréquences représentent donc une ressource rare et leur exploitation est réglementée par certains organismes officiels nationaux et internationaux.
Dans le cas d'un réseau composé de plusieurs bonds ou de liaisons géographiquement proches, certains problèmes d'interférences peuvent apparaître, affectant la qualité des transmissions ou pouvant nuire à d'autres transmissions. La définition d'un plan de fréquences est censé minimiser les perturbations tout en optimisant l'efficience de la ressource spectrale exploitée.
Le signal source (vidéo, audio, données, texte, etc.) à retransmettre est transposé en fréquence par modulation. L'opération de modulation transforme le signal d'origine en bande de base, par un signal modulé dit « à bande étroite », dans une bande passante définie et conforme aux normes exploitées.
En France, les modulations analogique (AM et FM) sont désormais remplacées par des codages numériques :
- à 4 ou 16 états (QPSK, 4 QAM, 16QAM, etc.) pour les signaux de type PDH ;
- à 64 ou 128 états (64 QAM, 128 QAM…) pour les signaux de type SDH.

Le quadruplement du nombre d'états (de 4 à 16) réduit pour un débit donné la bande passante nécessaire d'un facteur 2 (inversement pour une bande passante donnée, il permet de doubler le débit). En contrepartie, la moins bonne tolérance au bruit des signaux modulés suppose une réduction de la portée effective des liaisons.
Le tableau suivant résume les largeurs de bande nécessaires, en fonction des débits numériques exploités en France ainsi que le type de modulation associée :
| Norme     | PDH          | PDH          | PDH          | PDH           | SDH                    |
| --------- | ------------ | ------------ | ------------ | ------------- | ---------------------- |
| Débit     | 2 × 2 Mbit/s | 4 × 2 Mbit/s | 8 × 2 Mbit/s | 16 × 2 Mbit/s | 155 Mbit/s             |
| 4 états   | 3,5 MHz      | 7 MHz        | 14 MHz       | 28 MHz        | -                      |
| 16 états  | 1,75 MHz     | 3,5 MHz      | 7 MHz        | 14 MHz        | -                      |
| 64 états  | -            | -            | -            | -             | 56 MHz                 |
| 128 états | -            | -            | -            | -             | 28 MHz[réf. souhaitée] |

## Facteurs pouvant affecter la propagation
Pour élaborer avec précision l'ingénierie de liaisons hertziennes en vue directe, il convient de suivre la recommandation UIT-R P.530-8 (ou supérieure), laquelle définit les paramètres de propagation les plus significatifs.
Lorsqu'elle se propage, l’onde hertzienne subit principalement trois types d’atténuations :
- celle correspondant à son rayonnement en espace libre, laquelle est inévitable et toujours fixe (de l'ordre de 140 dB en général) et parfois aggravée par la présence d'obstacles ;
- celle provenant des variations aléatoires des conditions climatologiques : guidage et précipitations (déperditions pouvant atteindre une trentaine de dB) ;
- celles engendrées par certains phénomènes d’interférences, conséquences de la réflexion principale ou de multi-trajets, de perturbations électromagnétiques, brouillages, fading, etc. (déperditions pouvant atteindre une trentaine de dB).

### Propagation en espace libre et dégagement

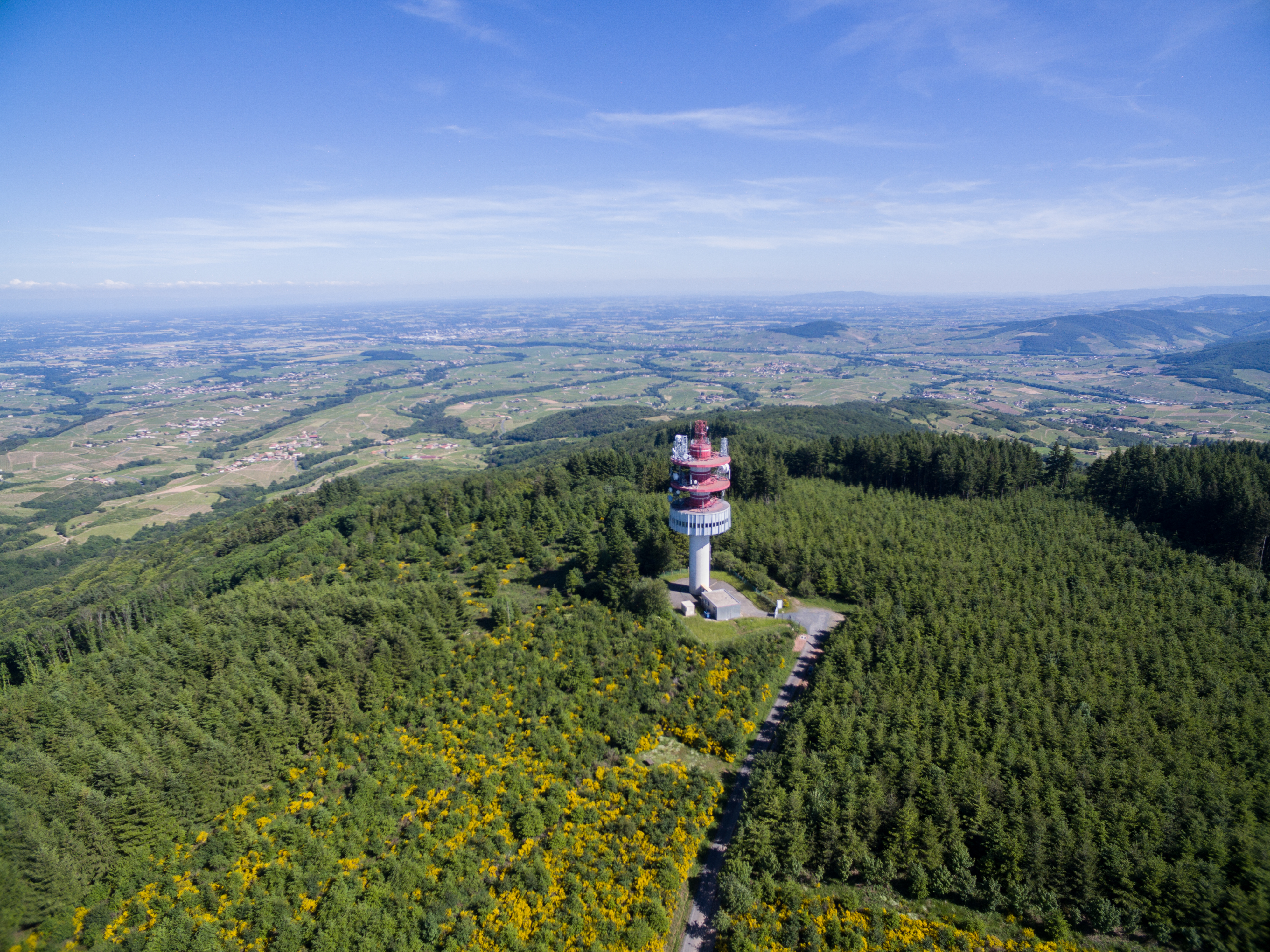
Cette image de la tour hertzienne du Crêt de la Murette (Rhône) montre l'espace libre nécessaire à la propagation de ondes hertziennes.

La station émettrice rayonne. Les ondes électromagnétiques véhiculent une énergie par unité de surface qui décroît comme le carré de la distance.
De plus, sur l’ensemble du trajet parcouru par l’onde, il est impératif de veiller au dégagement de la liaison. Relief, végétation, bâtiment interceptant le faisceau entraînent des pertes dont il faut tenir compte.
L’essentiel de l’énergie est concentrée dans la zone que l’on appelle « premier ellipsoïde de Fresnel ». L’étendue de cette zone (quelques mètres à plusieurs dizaines de mètres) varie proportionnellement avec la longueur d'onde et la longueur de la liaison. On veille donc au dégagement de ce volume.

#### Réfraction atmosphérique
Ce volume toutefois n’est pas fixe. Il faut tenir compte pour la définition de cette zone des conditions de l’atmosphère le long du trajet de l’onde. En effet, les rayons ne se propagent pas en ligne droite, mais suivent préférentiellement les zones de fort indice électromagnétique, soit les couches de l’atmosphère les plus denses. C'est la réfraction atmosphérique.
En fonction des paramètres climatiques, la disposition de ces couches change. Les rayons hertziens sont donc plus ou moins courbés vers la terre (super réfraction), ou au contraire, « pointent » vers le ciel (infra réfraction). Dans ce dernier cas, le dégagement de la liaison est rendu plus difficile.
Il est donc nécessaire de mener des études statistiques pour quantifier la durée au cours de laquelle ces phénomènes pourront nuire à la qualité de la liaison, et avec quelle intensité.
On remarque que pour l’ensemble des calculs, cela revient à donner une courbure moyenne au rayon. Une représentation commode est de faire comme si les rayons voyageaient toujours en ligne droite, et de courber en conséquence le profil des liaisons. Cela facilite notamment la description de la géométrie des rayons réfléchis.
On introduit donc un « rayon terrestre apparent », tenant compte de la déformation virtuelle de la terre vis-à-vis des ondes propagées. Il est déduit du rayon réel par un paramètre, appelé « facteur K », traduisant le gradient vertical de coindice de réfraction. Sa valeur médiane en Europe est d’environ 4/3.

#### Dégagement / diffraction
L’ellipsoïde de Fresnel est parfois partiellement obstrué par un obstacle. On distingue habituellement trois types d’obstacle :
- lame, pour des obstacles « minces » ;
- rugueux, pour une paire d’obstacles de type « lame » ;
- sphérique, pour des obstacles obstruant le faisceau sur une distance importante.

Pour chacun, des méthodes de calcul permettent de prévoir l’atténuation supplémentaire à prendre en compte dans les bilans.
Dans le cas où l’obstacle obstrue sur une portion trop importante le rayon, la liaison peut toujours être établie, mais cette fois-ci par diffraction (méthode de calcul spécifique).

### Guidage et précipitations
Certaines caractéristiques du milieu propagateur sont donc « aléatoires ». Pour celles-ci, on a recours à des statistiques climatologiques (par ex. la concentration moyenne en vapeur d’eau). Il convient de considérer principalement deux phénomènes :

#### Phénomènes de guidage
Pendant un certain temps, les conditions atmosphériques peuvent entraîner un guidage du faisceau, généralement en super réfraction. Le résultat est alors similaire à un dépointage d’antenne. La probabilité d’occurrence, sur le mois quelconque, de ces « évanouissements non sélectifs » est donnée dans l'UIT-R P.530-8 par un paramètre statistique appelé « facteur PL » (de 2 % à 30 % en France). Dans les dernières versions des avis UIT-R P.530, un autre paramètre est utilisé : le gradient dN1.
Ce phénomène de guidage est dimensionnant dans l'ingénierie des liaisons dont la bande de fréquences est inférieure à 15 GHz. Il réduira la longueur possible du bond pour des exigences de disponibilité données.

#### Atténuations due à la pluie
Pour les FH de fréquence supérieure à 8 GHz, les précipitations entraînent des pertes également considérables, d’autant plus que le taux de précipitations (en mm/h) et la fréquence sont élevés. De plus, la phase de ces précipitations influence également l'atténuation du signal. Ainsi la neige, qui a une très petite constante diélectrique, a beaucoup moins d'influence que des gouttes de pluie de même masse. La neige fondante, d'autre part, allie le large diamètre des flocons et le coefficient de la pluie pour créer un obstacle plus important que les deux séparément que l'on nomme la « bande brillante ». Ainsi le passage d'une onde de 10 cm dans cette bande rencontre de trois à trente fois plus d'atténuation que dans la pluie sous la bande.
En France, l'intensité de pluie qui est atteinte ou dépassée 0,01 % du temps varie, selon la région, de 22 à 60 mm/h sur l'année moyenne. Ce phénomène de précipitations est donc dimensionnant dans l'ingénierie des liaisons dont la bande de fréquences est supérieure à 8 GHz. Il réduira la longueur possible du bond pour des exigences de disponibilité données. L'onde est également partiellement dispersée sur la polarisation croisée (phénomène de transpolarisation). Atténuation et transpolarisation sont plus marquées pour un signal en polarisation H (horizontale).

### Réflexion, trajets multiples
Le signal reçu est la somme du signal principal, et de tous les signaux réfléchis (sur le sol, la végétation, et surtout les étendues d’eau). Les interférences générées entre tous ces signaux entraînent des sur-champs et des sous-champs parfois extrêmement importants mais également des distorsions (évanouissements sélectifs).
La réflexion principale est le phénomène dominant de multitrajets. Il existe cependant d’autres cas d’importance.
- Les réflexions multiples dans une couche de guidage, le conduit atmosphérique jouant un rôle semblable à un guide d’ondes : l’onde « rebondit » sur les « bords » du conduit.
- La scintillation : lors du survol d’une forêt par exemple, une partie de l’onde se propage à travers les arbres, subissant de fortes transpolarisations, et déphasages. Le champ d’interférence résultant est très instable.

## Bilan de liaison

### Calcul du bilan de liaison
Les caractéristiques des équipements d'extrémité à prendre en compte pour le calcul du bilan énergétique sont :
Puissance d'émission : c'est la puissance du signal que l'équipement hertzien peut délivrer. Elle est couramment comprise entre 20 et 30 dBm.
Seuils de réception : définis par rapport à un taux d'erreur binaire donné (TEB = 10−3 ou 10–6), ils traduisent la capacité pour le récepteur à traiter le signal affaibli après propagation (vis-à-vis du bruit thermique). Dépendant de la bande de fréquences, du débit et du type de modulation, ils sont généralement compris entre −70 et −95 dBm.
Pertes de branchement (guide d'ondes, connectique…) : pour les équipements ne présentant pas d'antennes intégrée, il est nécessaire de relier par un câble coaxial ou un guide d'ondes l'émetteur/récepteur à l'antenne. Ces déports induisent des pertes linéiques de 1 à plusieurs dB, auxquels s'ajoutent les pertes dues aux connecteurs et autres éléments de branchements.
Gain de l'antenne : les antennes, principalement paraboliques, apportent un gain de puissance (de l'ordre de 25 à 45 dB) d'autant plus grand que leur diamètre est important. La directivité du faisceau augmente avec la bande de fréquences et les diamètres de l'antenne.
L'obtention du bilan de liaison repose sur le constat simple : la station distante doit recevoir un signal tel qu'elle puisse le retranscrire avec un taux d'erreur acceptable, au regard des exigences de qualité de la liaison. Le bilan de liaison, sommation de la puissance émise et de tous les gains et les pertes rencontrés jusqu'au récepteur, doit donc être tel que le niveau de signal reçu soit supérieur au seuil de réception.
Cependant, si les caractéristiques d'émission/réception du FH jusqu'à l'antenne peuvent être connus avec précision, il est en revanche impossible de connaître à tout instant les caractéristiques du milieu traversé par les ondes.

### Définition des marges
Les critères de performance d'une liaison définissent les pourcentages de temps alloués au cours desquels le signal doit être reçu avec une qualité et une disponibilité suffisantes.
Les objectifs de qualité se réfèrent au mois quelconque et se traduisent par les critères suivants : Seconde Erronée (au moins une erreur) et Seconde Gravement erronée (dont le TEB est 10−3). La qualité d'une liaison est principalement affectée par les phénomènes de trajets multiples.
Les objectifs de disponibilité se rapportent à une période d'observation plus longue : TEB > 10−3 pendant au moins dix secondes consécutives. En dehors des avaries matérielles et des opérations de maintenance, la disponibilité d'une liaison est principalement affectée par les phénomènes de guidage et les atténuations dues aux hydrométéores.
Étant donné les conditions fluctuantes de propagation qui peuvent dégrader voire interrompre occasionnellement la liaison, on définit en réception les marges de fonctionnement permettant de remplir ces critères.
Marge au seuil : pour compenser la majorité des pertes occasionnelles de puissance (évanouissements non sélectifs) que subit le signal, la réception se fait avec une marge appelée « marge uniforme » ou « marge au seuil ». C’est la puissance que l’on pourra perdre par dégradation des conditions de propagation sans perdre pour autant affecter les performances la liaison.
Marge sélective : comme déjà indiqué, le signal ne subit pas qu’un affaiblissement au cours de la propagation. Il subit également des distorsions. Cela complique encore la tâche de réception. Pour traduire la capacité d’un équipement à traduire correctement un signal entaché de distorsion (superposition du signal direct avec ses répliques retardées), on introduit une marge dite sélective, qui découle de la caractéristique de signature du récepteur.
La présence d’un perturbateur (par exemple une autre liaison émettant sur une fréquence trop proche) peut également amener une dégradation du seuil effectif du récepteur, et réduit par conséquent ces marges.

## Dispositifs de contre-mesure
Des dispositifs permettent d'améliorer la disponibilité et la qualité des liaisons, aussi bien vis-à-vis des aléas de propagation que de la fiabilité des équipements. Il est par exemple possible de doubler la liaison mais il existe des moyens moins lourds et moins coûteux.

### Protection Hot stand-by
Il est possible d'opter pour une configuration d'équipement dite de « veille active » (Hot-stand-by), afin de pallier les éventuelles défaillances de matériels. On peut également ajouter une « diversité » : il s'agit d'un deuxième canal distinct à la liaison.
À l’émission, en cas de défaillance de l’émetteur, on bascule automatiquement sur un deuxième émetteur, de secours. Celui-ci est donc inactif la majeure partie du temps.
En réception, les deux récepteurs reçoivent. L’équipement choisit automatiquement la voie par laquelle le signal est le meilleur. En cas de panne, l’un des deux chemins reste toujours disponible, et permet le dépannage sans interruption de la liaison.

### Diversité d'espace et de fréquence
En introduisant une diversité on peut tirer parti des phénomènes d’interférence évoqués plus tôt.
Diversité d'espace : un des principaux problèmes déjà mentionné concerne la présence d’un rayon réfléchi en plus du rayon direct qui entraîne la formation d’interférences dans le plan vertical des antennes de réception. La puissance mesurable présente donc des pics de sur-champ et des creux de sous-champ suivant un axe vertical. L’idée est de placer une deuxième antenne de réception distante de la première d’une demi frange d’interférence, ou d’un multiple impair de celles-ci, de manière que les champs principal et de diversité soient corrélés en opposition. Le champ combiné permet ainsi de s’affranchir très largement des instabilités du champ dues aux réflexions ou aux trajets multiples.
Diversité de fréquence : l’idée est semblable à celle de diversité d’espace. Il s’agit également de combiner deux champs dont les déphasages sont complémentaires. On exploite cette fois-ci les différences de propriétés de propagation des ondes de fréquences voisines. On émet ainsi de façon redondante sur un deuxième couple de fréquences, préférentiellement sur une polarisation croisée.
Diversités mixtes et hybrides : il est possible également de proposer des configurations mêlant les deux types de diversité précédents. On peut ainsi émettre à deux fréquences différentes sur les deux antennes de diversité d’espace (on parle alors de diversité quadruple). Il est également possible de placer une seule antenne croisée d’un côté, et de profiter de la diversité d’espace en réception de façon dissymétrique (diversité triple).

### Gain sur les bilans
Selon les liaisons envisagées, ces techniques permettent de maintenir une puissance reçue stable à quelques dB alors qu’en leur absence, les évanouissements de champ pourraient atteindre jusqu’à −40 dB.
- Les gains obtenus par ces méthodes se mesurent sur le plan d'une qualité accrue, bien que les marges uniforme et sélective restent identiques.
- Elles ne présentent de véritable intérêt que pour les situations où les réflexions sont prédominantes (liaison à fort survol d’étendues très réfléchissantes : eau, plaines désertiques) et la probabilité d’occurrence de trajets multiples élevée (liaisons longues ou dans des zones à fort facteur PL).

### Choix de la diversité
La diversité de fréquence présente l’avantage de ne nécessiter qu’une seule antenne. Les efforts sur les structures portantes sont donc moindres ; leur taille peut également être moindre. En revanche, une fois données les hauteurs d’antenne, l’écart optimal en fréquence est fixe. Cette exigence n’est pas toujours compatible avec les plans de fréquence imposés par ailleurs. Elle présente également un rendement spectral faible
La diversité d’espace nécessite deux antennes (y a-t-il la place sur le pylône correspondant à l'espacement voulu ?) mais leur taille est souvent moindre. Par ailleurs, la méthode présente l’avantage d’une plus grande souplesse, et de performances généralement supérieures. Elle est de plus économe en fréquences, ressource ô combien rare.

## Record mondial
La plus longue liaison jamais réalisée au monde est celle qui relie Port Soudan au Soudan à Taif en Arabie Saoudite, réalisée en 1979 par la société italienne Telettra, sur une distance de 360 km à travers la mer Rouge entre les stations de Jebel Erba, altitude 2 179 m (20°44'46,17" N 36°50'24,65" E, Soudan) et Jebel Dakka, 2 572 m (21° 5'36,89" N 40°17'29,80" E, en Arabie Saoudite). Cette liaison fut construite sur la bande de 2 GHz, avec des transmetteurs d'une puissance de 10 W (HT2), et quatre antennes de 4,60 m de diamètre dans chaque station, montées sur des tours de 112 m de hauteur. Elle a permis la transmission de 300 communications téléphoniques plus un signal de télévision, en analogique (FDM).

## Usages industriels et commerciaux
Les faisceaux hertziens ont des applications multiples, en complément ou en concurrence notamment des câbles ou de la fibre optique.

### Intérêts et inconvénients par rapport aux câbles et à la fibre optique
Les faisceaux hertziens ont une latence inférieure à celle de la fibre optique. Dans cette dernière, le phénomène de dispersion modale augmente la distance parcourue par l'information lumineuse par rapport à la distance de fibre effective. L'indice de réfraction du verre diminue aussi la vitesse de transmission de la lumière dans une fibre optique qui est ainsi de 75 % de la vitesse des ondes radioélectriques utilisées par les faisceaux hertziens en air libre. En outre, les travaux de génie civil requis pour l'installation de câbles ou de fibres optiques sont généralement plus coûteux, puisqu'ils sont à effectuer sur l'ensemble du trajet de transmission, et que l'information est transmise de bout en bout par le matériel. À l'inverse, il suffit d'installer deux antennes, surplombant une éventuelle tour, pour créer un faisceau hertzien, dont le signal est porté par l'air.
Cependant, le débit maximal des liaisons hertziennes est généralement inférieur à celui des fibres optiques. En outre, un câble ou une fibre optique peuvent être blindés et sont peu, voire pas sensibles aux interférences, là où les conditions atmosphériques affectent directement la qualité des transmission radio.

### Téléphonie mobile
Un opérateur de téléphonie peut utiliser les faisceaux hertziens pour relier ses antennes-relais, qui desserviront à leur tour les téléphones cellulaires dans leur zone de couverture. Dans certaines conditions, comme en montagne, l'opération est moins coûteuse que d'installer une fibre optique jusqu'aux antennes-relais.

### Utilisation pour leTradingà haute-fréquence
Le trading à haute fréquence est une pratique de spéculation sur les marchés financiers dont le principe est d'effectuer des micro-transactions extrêmement rapides en prenant de vitesse les autres acteurs d'un marché financier. Il repose donc sur la vitesse de calcul des algorithmes et la vitesse de transmission des ordres d'achat et de vente. Des faisceaux hertziens en quasi ligne droite existent ainsi entre les places financières de Londres et Paris et de Londres et Zürich afin de prendre de vitesse de quelques millièmes de seconde les liaisons en fibre optique, dont le trajet est moins direct et la vitesse de transmission légèrement inférieure.

## Voir également
- Transmission d'énergie sans fil
- Ellipsoïde de Fresnel
- Répéteur passif
- Antenne-relais
- Relais (désambiguïsation)
- Station émettrice
- Affaiblissement de propagation
- Réseau micro-ondes de British Telecom
- Trans Canada Microwave
- Antenne rideau